# 20 Гончих Псов
20 Гончих Псов (лат. 20 Canum Venaticorum), AO Гончих Псов (лат. AO Canum Venaticorum), HD 115604 — одиночная переменная звезда в созвездии Гончих Псов на расстоянии приблизительно 247 световых лет (около 75,9 парсек) от Солнца. Визуальная звёздная величина звезды — от +4,75m до +4,7m.
Открыта Полом Уиллардом Мерриллом в 1922 году.

## Характеристики
20 Гончих Псов — жёлто-белая пульсирующая переменная звезда типа Дельты Щита (DSCTC) спектрального класса F0, или F3III, или F3IV. Масса — около 2,525 солнечной, радиус — около 4,862 солнечного, светимость — около 64,803 солнечной. Эффективная температура — около 7344 K.

## Планетная система
В 2019 году учёными, анализирующими данные проектов Hipparcos и Gaia, у звезды обнаружена планета HIP 64844 b.